# Zoo Lake
Zoo Lake est un lac artificiel ainsi qu'un parc public à Johannesburg en Afrique du Sud. Il fait partie du parc Hermann Eckstein et se trouve en face du zoo de Johannesburg.

## Constitution du lac
Le lac se compose de deux barrages, un barrage d’alimentation supérieur et un plus grand barrage inférieur, tous deux construits dans des marais naturels alimentés par la source de Parktown.

## Histoire
Le terrain faisait à l’origine partie de la ferme de Braamfontein, et a été acheté par le banquier et magnat des mines Hermann Eckstein pour l’exploitation potentielle de minerai. Lorsque cet objectif a échoué, Eckstein l’a présenté comme une plantation de bois et l’a nommé Sachsenwald, d’après le nom du domaine d’Otto von Bismarck en Allemagne. La plantation a débuté en 1891, et environ trois millions d’arbres ont été plantés dans la région. La forêt est devenue un lieu de loisirs favori pour les riches Randlords et leurs familles. Environ 10 ans après la mort d’Eckstein, en août 1903, le maire de Johannesburg, W. St. John Carr, a reçu une lettre de ses associés (Wernher Beit & Co et Max Michaelis) avec une offre de 200 acres de terrain en toute propriété pour le conseil municipal de Johannesburg pour construire le zoo de Johannesburg et le parc Herman Eckstein:124. Le don de terre comprenait une petite collection zoologique. L'Imperial Light Horse Regiment devait utiliser 20 acres de ces terres, qui abritent maintenant le Musée de la guerre et le Mémorial des régiments du Rand:650. Le reste de Sachsenwald s'est développé en banlieues actuelles de Johannesburg que sont Saxonwold et Forest Town.
Un lac artificiel a été ajouté au parc en 1908. On y trouve également la Coronation Fountain, une "fontaine musicale" et un symbole patrimonial de Johannesburg, construit en 1937 pour commémorer le couronnement du Roi George VI et de la Reine Elizabeth. Lorsque Johannesburg a célébré son 70e anniversaire en 1956, dans le cadre de la célébration de la ville, Margot Fonteyn a dansé le Lac des Cygnes avec le lac comme toile de fond.
Le don de terres a été fait à condition que les installations restent ouvertes aux personnes de toutes races, ce qui était inhabituel dans l'Afrique du Sud coloniale. La nature multi-raciale du parc a duré tout au long de l’époque de l’apartheid,,. Plus tard, Wernher, Beit and Company firent don d’un terrain supplémentaire pour des promenades en calèche ou des balades autour du parc, et ces rues devinrent connues sous le nom de Upper et Lower Park Drives:650.

## Facilités
Zoo Lake est un endroit populaire pour pique-niquer, promener son chien, faire du jogging et du canoë. Il y a aussi de petits bateaux disponibles à la location. Zoo Lake a des canards et d’autres oiseaux aquatiques qui se réfugient dans une île au centre du lac, et nourrir ces oiseaux (bien qu’officiellement découragés) est une activité familiale courante. Cependant, l’eau entre dans le lac après avoir traversé les terrains du zoo à côté, et il est actuellement trop pollué pour permettre la pêche ou la baignade. Des efforts sont en cours pour mettre en œuvre un système de filtration écologiquement durable.
Le parc a des restaurants, et est le lieu d'un festival annuel nommé Jazz on the Lake.
L’enceinte comprend aussi le Zoo Lake Bowling Club, une piscine et le Zoo Lake Sports Club, et il est tout proche du Musée national sud-africain de l’histoire militaire,.